# Symphyotrichum parviceps
Symphyotrichum parviceps là một loài thực vật có hoa trong họ Cúc. Loài này được (E.S.Burgess) G.L.Nesom miêu tả khoa học đầu tiên năm 1995.